# ロビン・ジョージ・コリングウッド

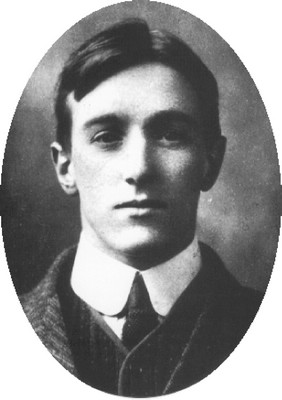
R.G.コリングウッド

ロビン・ジョージ・コリングウッド（Robin George Collingwood 、1889年2月22日 – 1943年1月9日）は、イギリスの哲学者、歴史家。

## 生涯
ランカシャー州グレンジ・オーヴァー・サンヅにあるカーメル（Cartmel）という村に生まれる。ラグビー校とオックスフォードのユニヴァーシティー・カレッジ(University College)へ進学し、優秀な成績をおさめる。オックスフォードのペンブローク・カレッジ(Pembroke College)のフェローに選出され、マグダーレン・カレッジ（Magdalen College）のウェインフリート研究員（Waynflete Professorship）に転じるまでの15年間を勤めた。アーサー・ランサムとは家族ぐるみの交友があり、ランサムの作品「ツバメ号とアマゾン号」シリーズは、コリングウッドの甥たちにヒントを得たという。

## 思想
テオドール・モムゼンに学んだ(フランシス・ヘイヴァーフィールド)に師事し、当時のイタリア哲学者であるクローチェ、ジェンティーレ、グイード・デ・ルッジェーロから深く影響を受けた。その他の影響としてはヘーゲル、カント、ヴィーコ、F. H.ブラッドレーとJ.A.スミスなどが考えられる。

### 哲学の方法
哲学思考には、科学思考とも日常的な思考とも異なる独特の方法があると主張した。科学においては「仮定から結論が導かれる」のに対して、哲学においては「仮定から仮定的ではない原理が導かれる」と論じた。また、哲学は日常的に誰もがすでに「わかったつもりになっていることを、別の視点から捉えなおし、より優れた理解をしようと」する学問であるとも述べている。こうした議論は、コリングウッドのプラトン解釈に基づいている。
また、哲学の方法を総括する目的でコリングウッドは「形式の変移図」という考えを導入した。「形式の変移図」とは異なる項の連なりであり、上位の項は下位の項が体現する理想を実現したものである。例えば、ロックによると、「知識」の概念の変移図の始めの項は「判断」であり、最上の項は「直観」である。つまり、「直観」という知識の形式は、「判断」が実現しようとしている知識の理想的なあり方を実現しているのである。哲学の研究対象となる概念はすべて「形式の変移図」へとまとめられうる。

### 自然哲学
相対性理論の哲学的な意味を正確に考察した作品として、サミュエル・アレクサンダーとA・N.ホワイトヘッドの主著を高く評価している。
ヘーゲルの自然哲学を肯定しており、自然とは概念が時空間という形で外在性をもったものであると考えた。また、自然には精神を生み出す必然性が内在していると主張し、自然の目的を実現するためには自然界から歴史界へと概念が発展する必要があると論じた。

### 歴史哲学
ヘロドトスとトゥキュディデスに始まりコリングウッドに至るまでの歴史学の歴史を丁寧に考察し、歴史学の方法を三つ抽象した。第一に、古代ギリシアに顕著であった「証言に基づく歴史」。第二に、ヘレニズムに端を発し、過去の文献を組み合わせることを主軸とする「切り貼り歴史学」(scissors-and-paste history)という方法。第三に、近代の「学問的歴史学」(scientific history)である。

### 美学
芸術の本質は感情表現である、と主張した。「発露」と「表現」の区別をつけ、前者は主体の意志と関係のない形式であるのに対して、後者は主体が意識的に表現の対象をコントロールしている形式であるとした。感情の発露は芸術ではなく、単なる露出趣味にすぎないとして斥けている。
芸術作品の鑑賞の方法についても理論展開をしている。例えば、絵画は単に視覚的な芸術なのではないと主張した。絵画を観るためには、作品制作の過程での画家の五感の働きを想像しなければいけない、と論じた。ポール・セザンヌでは筆使いから伝わってくる触感こそが最重要であると考えた。

### 精神哲学
人間の精神には少なくとも五つの経験形式があるとした。「芸術」「宗教」「科学」「歴史」「哲学」である。それぞれの形式には独特の知識学と倫理学が内蔵されており、また次の形式へと発展する必然性も備わっていると考えた。例えば、宗教は芸術的な方法によって科学的な真実を主張しようとしており、宗教の主張しようとしている真実を満足に主張するためには科学への移行が必要となる、といった流れである。

## 著作

### 生前に公刊
- Religion and Philosophy (1916) ISBN 1-85506-317-4
- Roman Britain (1923, ed. 2, 1932) ISBN 0-8196-1160-3
- Speculum Mentis; or The Map of Knowledge (1924) ISBN 978-1-89740642-7
- Outlines of a Philosophy of Art (1925)
- The Archaeology of Roman Britain (1930) ISBN 978-0-09185045-6
- An Essay on Philosophic Method (1933, rev. ed. 2005). ISBN 1-85506-392-1
- Roman Britain and the English Settlements (with J. N. L. Myres, 1936, second edition 1937)
- The Principles of Art (1938) ISBN 0-19-500209-1
- An Autobiography (1939) ISBN 0-19-824694-3
- The First Mate's Log (1940)
- An Essay on Metaphysics (1940, revised edition 1998). ISBN 0-8191-3315-9
- The New Leviathan (1942, rev. ed. 1992) ISBN 0-19-823880-0

### 死後に公刊
- The Idea of Nature (1945) ISBN 0-19-500217-2
- The Idea of History (1946, revised edition 1993). ISBN 0-19-285306-6
- Essays in the Philosophy of Art (1964)
- Essays in the Philosophy of History (1965) ISBN 0-8240-6355-4
- Essays in Political Philosophy (1989) ISBN 0-19-823566-6
- The Principles of History and Other Writings in Philosophy of History (2001) ISBN 0-19-924315-8
- The Philosophy of Enchantment: Studies in Folktale, Cultural Criticism, and Anthropology (2005) ISBN 0-19-926253-5

### 訳書
- 『自然の観念』（平林康之、大沼忠弘訳、みすず書房、1980年、新版2002年）
- 『歴史の観念』（小松茂夫、三浦修訳、紀伊國屋書店、1970年、新版2023年）
- 『芸術哲学概論』（三浦修訳、紀伊國屋書店、1968年、復刊2001年）
- 『芸術の原理』（近藤重明訳、勁草書房、1973年）
  - 抄訳が「世界の名著」中央公論社（山崎正和・新田博衛訳、1974年、のち中公バックス）に収録
- 『思索への旅―自伝』（玉井治訳、未来社フィロソフィア双書、1981年）
- 『歴史哲学の本質と目的』（デビンズ編、峠尚武・篠木芳夫訳、未来社フィロソフィア双書、1986年）
- 『哲学の方法について』（早川健治訳、2014年） Kindle版
- 『精神の鏡、知識の地図』（早川健治訳、2015年） Kindle版